# Kenneth Jaime
Kenneth Yamil Jaime Sánchez (ur. 26 marca 2004 w San Nicolás de los Garza) – meksykański piłkarz występujący na pozycji lewego obrońcy, od 2023 roku zawodnik Tigres UANL.